# Astrogomphus
Genre
Astrogomphus est un genre d'ophiures (échinodermes) de la famille des Gorgonocephalidae. 

## Liste des espèces
Selon World Register of Marine Species (23 janvier 2016) :
- Astrogomphus rudis Verrill, 1899 -- Golfe du Mexique (région Bahamas)
- Astrogomphus vallatus Lyman, 1869 -- Golfe du Mexique (région Cuba/Floride)